# ساقه زیرزمینی
ساقه زیرزمینی بخشی از گیاه است که معمولاً زیر زمین قرار دارد و عامل رشد قسمتی از گیاه است که بالای خاک قرار دارد. این ساقه‌ها اندام‌های ذخیره‌ای گیاه به شمار می‌روند. با استفاده از مواد ذخیره‌ای که در طی سال اول در آنها جمع می‌شود، ساقه هوایی جدیدی در سال بعد رشد می‌کند. ساقه‌های زیرزمینی به شکل ریزوم، غده پیاز (سوخ) دیده می‌شود. در ریزوم ساقه‌ها استوانه‌ای شکل‌اند و در زیر زمین به‌طور افقی رشد می‌کنند. این ساقه‌ها باریک، گوشتی و دارای اندوختۀ غذایی هستند. ساقه‌ها دارای گره، میانگره و برگ‌های متعددند. جوانه‌ها در پایه برگ‌های پولکی اندام‌های هوایی را تولید می‌کنند و در گونه‌های زنبق انتهای در حال رشد ریزوم برگ و گل تولید می‌کند. ریشه در محل گره‌ها تولید می‌شود.

## کاربرد
ای اکس آر وان (به انگلیسی: AxR1) نام ساقهٔ زیر زمینی معروف انگور است که نخستین بار توسط فرانسوی‌ها و همچنین امروزه برای مشروب سازی استفاده می‌شود.